# 八號桑德希爾鎮區 (北卡羅萊納州穆爾縣)
八號桑德希爾鎮區（英語：Township 8, Sand Hill）是位於美國北卡羅萊納州穆爾縣的一個鎮區。

## 地方資料
八號桑德希爾鎮區的面積為210.30平方千米，皆為陸地。根據2020年美國人口普查的數據，當地共有人口19453人，而人口密度為每平方千米92.5人。